# Mistrzostwa Panamerykańskie w Zapasach 2017
Mistrzostwa rozegrano od 5 do 7 maja 2017 w brazylijskim mieście Lauro de Freitas.

## Tabela medalowa
|     | Państwo           |    |    |    | Razem: |
| --- | ----------------- | -- | -- | -- | ------ |
| 1.  | Stany Zjednoczone | 11 | 0  | 6  | 16     |
| 2.  | Kuba              | 7  | 2  | 4  | 13     |
| 3.  | Kanada            | 5  | 2  | 5  | 12     |
| 4.  | Ekwador           | 1  | 0  | 4  | 5      |
| 5.  | Dominikana        | 0  | 5  | 1  | 6      |
| 6.  | Brazylia          | 0  | 4  | 3  | 7      |
| 7.  | Wenezuela         | 0  | 2  | 8  | 10     |
| 8.  | Kolumbia          | 0  | 2  | 4  | 6      |
| 9.  | Portoryko         | 0  | 2  | 2  | 4      |
| 10. | Peru              | 0  | 2  | 1  | 3      |
| 11. | Meksyk            | 0  | 1  | 4  | 5      |
| 12. | Chile             | 0  | 1  | 1  | 2      |
| 13. | Salwador          | 0  | 1  | 0  | 1      |
| 14. | Argentyna         | 0  | 0  | 2  | 2      |
|     | razem:            | 24 | 24 | 45 | 93     |

## Wyniki

### W stylu klasycznym
| Waga   | złoty               | srebrny              | brązowy          | brązowy          |
| ------ | ------------------- | -------------------- | ---------------- | ---------------- |
| 59 kg  | Andrés Montaño      | Jancel Pimentel      | José Magallanes  | Dicther Toro     |
| 66 kg  | Miguel Martínez     | Joílson Júnior       | José Sánchez     | Wuileixis Rivas  |
| 71 kg  | Pat Smith           | Luis Alfredo de León | Fernando Vicente | Francisco Barrio |
| 75 kg  | Yurisandy Hernández | Juan Ángel Escobar   | Ângelo Moreira   | Luis Avendaño    |
| 80 kg  | Cheney Haight       | Johan Batista        | Enríque Cuero    | Daniel Vicente   |
| 85 kg  | Ben Provisor        | Daniel Gregorich     | Alfonso Leyva    | Carlos Muñoz     |
| 98 kg  | Yasmany Lugo        | Luillys Pérez        | G’Angelo Hancock | Davi Albino      |
| 130 kg | Óscar Pino          | Yasmani Acosta       | Erwin Caraballo  | Robert Smith     |

### W stylu wolnym
| Waga   | złoty                   | srebrny         | brązowy                    | brązowy              |
| ------ | ----------------------- | --------------- | -------------------------- | -------------------- |
| 57 kg  | Tyler Graff             | Aso Palani      | Úber Cuero Muñoz           | Reineri Ortega       |
| 61 kg  | Davián Quintana         | David Moreira   | Logan Stieber              | Tommy García Sánchez |
| 65 kg  | Franklin Marén Castillo | Franklin Gómez  | Wilfredo Rodríguez         | Dillon Williams      |
| 70 kg  | James Green             | Luis Portillo   | Carlos Romero              | Mauricio Sánchez     |
| 74 kg  | Kyle Ruschell           | Néstor Tafur    | Pedro Soto                 | Luis Quintana        |
| 86 kg  | Yurieski Torreblanca    | Pedro Ceballos  | Jordan Steen               | Gabriel Dean         |
| 97 kg  | Kyle Snyder             | Luis Pérez      | Nishan Randhawa            | Andrés Ramos         |
| 125 kg | Dominique Bradley       | Yudenny Alpajón | Luis Antonio Olivares Díaz | Korey Jarvis         |

### W stylu wolnym kobiet
| Waga  | złoty             | srebrny                | brązowy             | brązowy           |
| ----- | ----------------- | ---------------------- | ------------------- | ----------------- |
| 48 kg | Victoria Anthony  | Thalía Mallqui         | Caroline Soares     | Patricia Bermúdez |
| 53 kg | Jessica MacDonald | Carolina Castillo      | Luisa Valverde      | Laura Peredo      |
| 55 kg | Becka Leathers    | Brianne Barry          | Andribeth Rivera    | ----              |
| 58 kg | Michelle Fazzari  | Yessica Oviedo         | Kayla Miracle       | Agüis Rivas       |
| 60 kg | Allison Ragan     | Nesmarie Rodríguez     | Laurence Beauregard | ----              |
| 63 kg | Braxton Stone     | Janet Sobero           | Yaquelin Estornell  | Nathaly Grimán    |
| 69 kg | Olivia di Bacco   | Dailane Gomes Dos Reis | Forrest Molinari    | María Acosta      |
| 75 kg | Justina Di Stasio | Aline Ferreira         | Andrea Olaya        | ----              |